# Бањска епархија
Бањска епархија (односно Ибарска епархија или Звечанска епархија) је била епархија средњовековне Српске архиепископије, која је постојала у другој половини 13. и на почетку 14. века.

## Историја
Бањска епархија се у изворима помиње и као Ибарска епархија, јер се простирала у сливу те реке, односно као Звечанска епархија по имену града Звечана. Седиште бањског епископа, било је Манастиру Бањска (Храм Светог Стефана) на ушћу Бањске реке у Ибар, близу Косовске Митровице.
Основана је средином 13. века. Од њених архијереја најзначајнији је епископ Данило, потоњи архиепископ српски и чувени писац и биограф, који је на њену управу дошао 1312. или 1313. године. После одласка епископа Данила у Хиландар, краљ Милутин је престони манастир Бањске епархије претворио у повлашћену игуманију и Светостефанском или Бањском хрисовуљом обдарио своју задужбину великим властелинством са преко 80 села и одредио је за своју гробницу. После смрти краља Милутина (1321) Данило је пренео његово тело из Неродимља и сахранио га у тој гробници.
Истим именом се понекад називала и епархија у Бањи код Велбужда {потоња Ћустендилска епархија}. Средњовековна српска Дабарска епархија се у историографији такође понекад назива и "бањском" по свом седишту у манастиру Светог Николе у Бањи на реци Лиму у Дабру.